# Estadi de Malmö
L'Estadi de Malmö o Malmö Stadion és un estadi de futbol de la ciutat de Malmö, a Suècia.

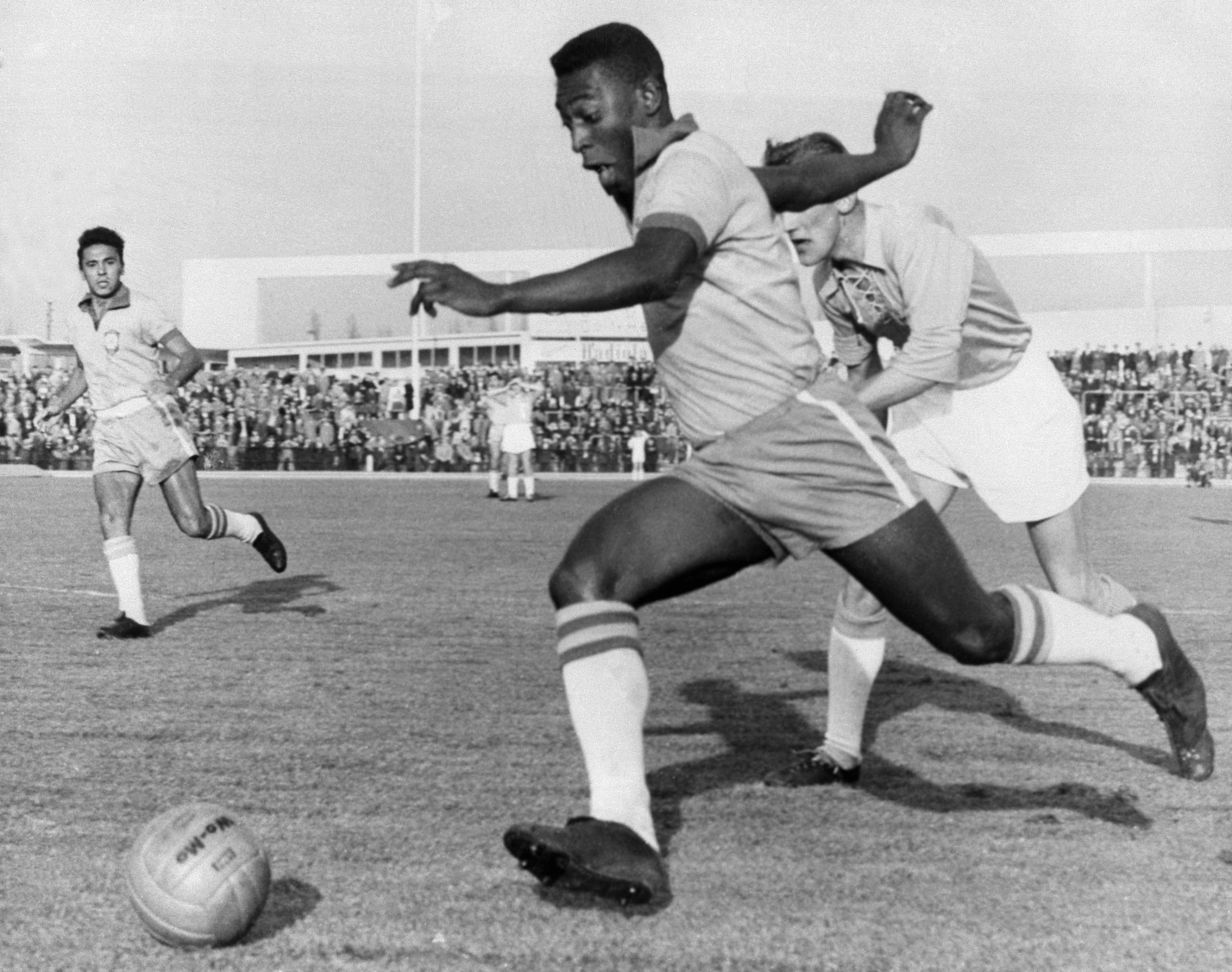
Pelé amb Brasil l'any 1960.

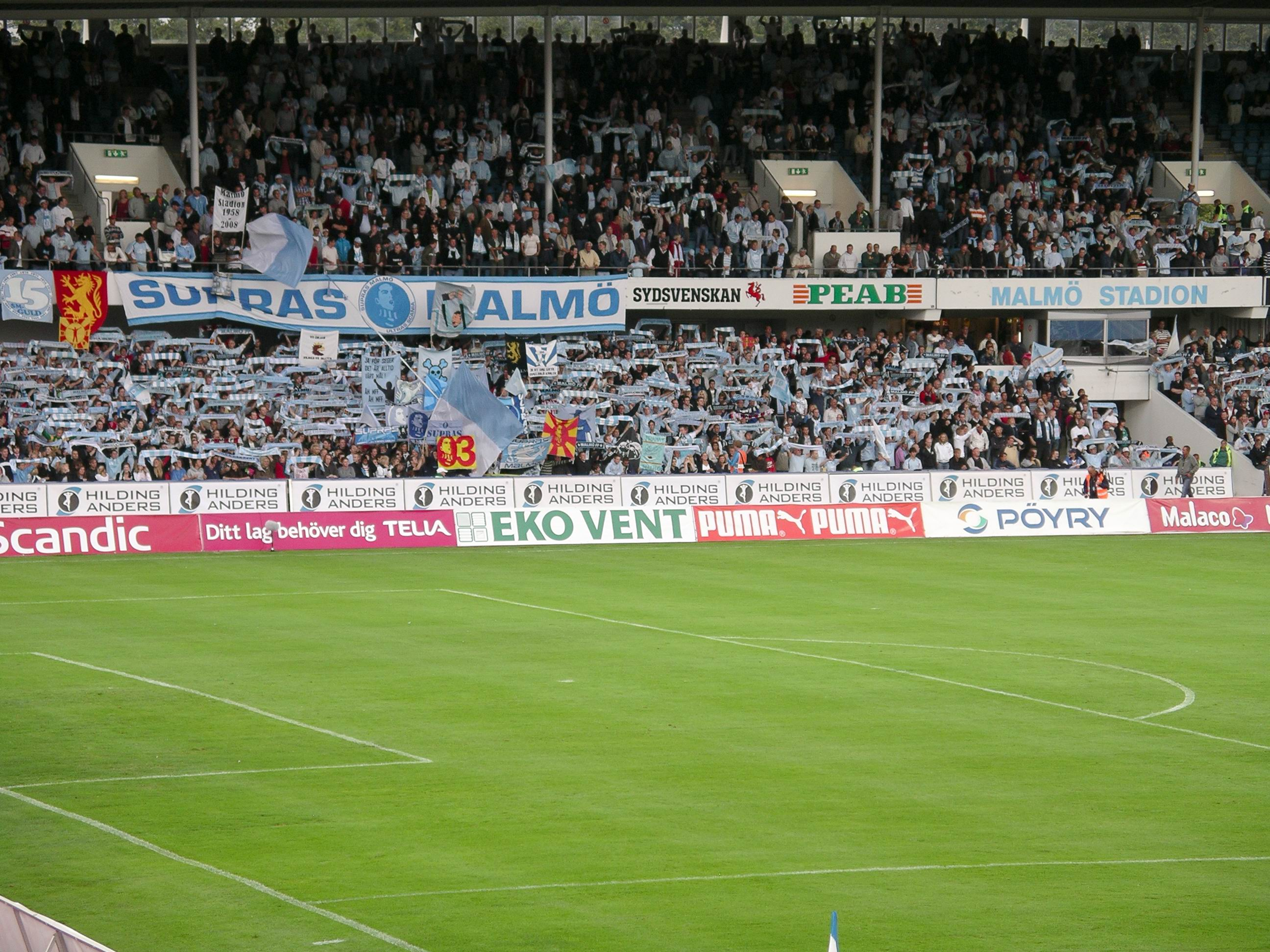
Seguidors del Malmö FF el 2008.

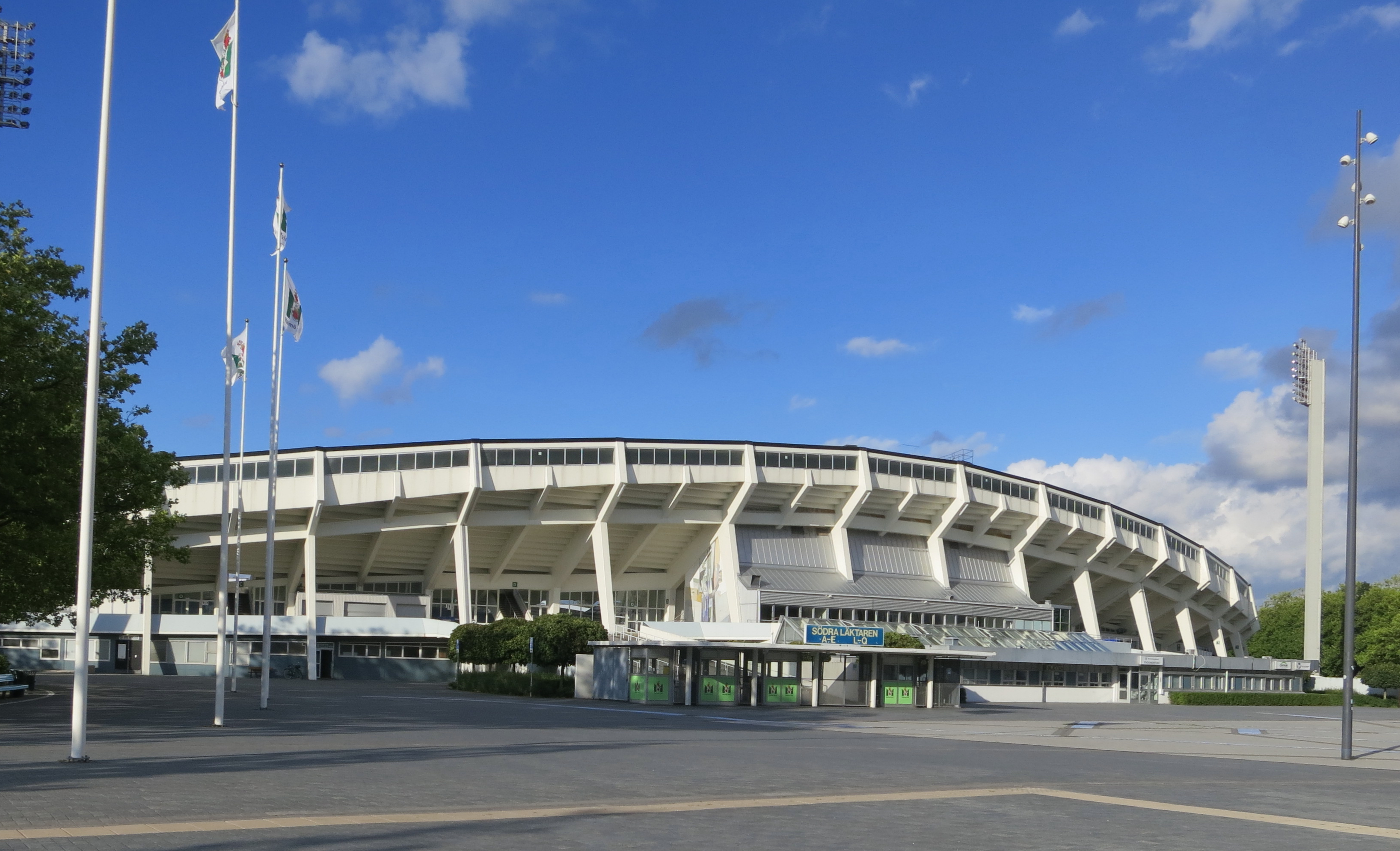
Vista exterior de 2014.

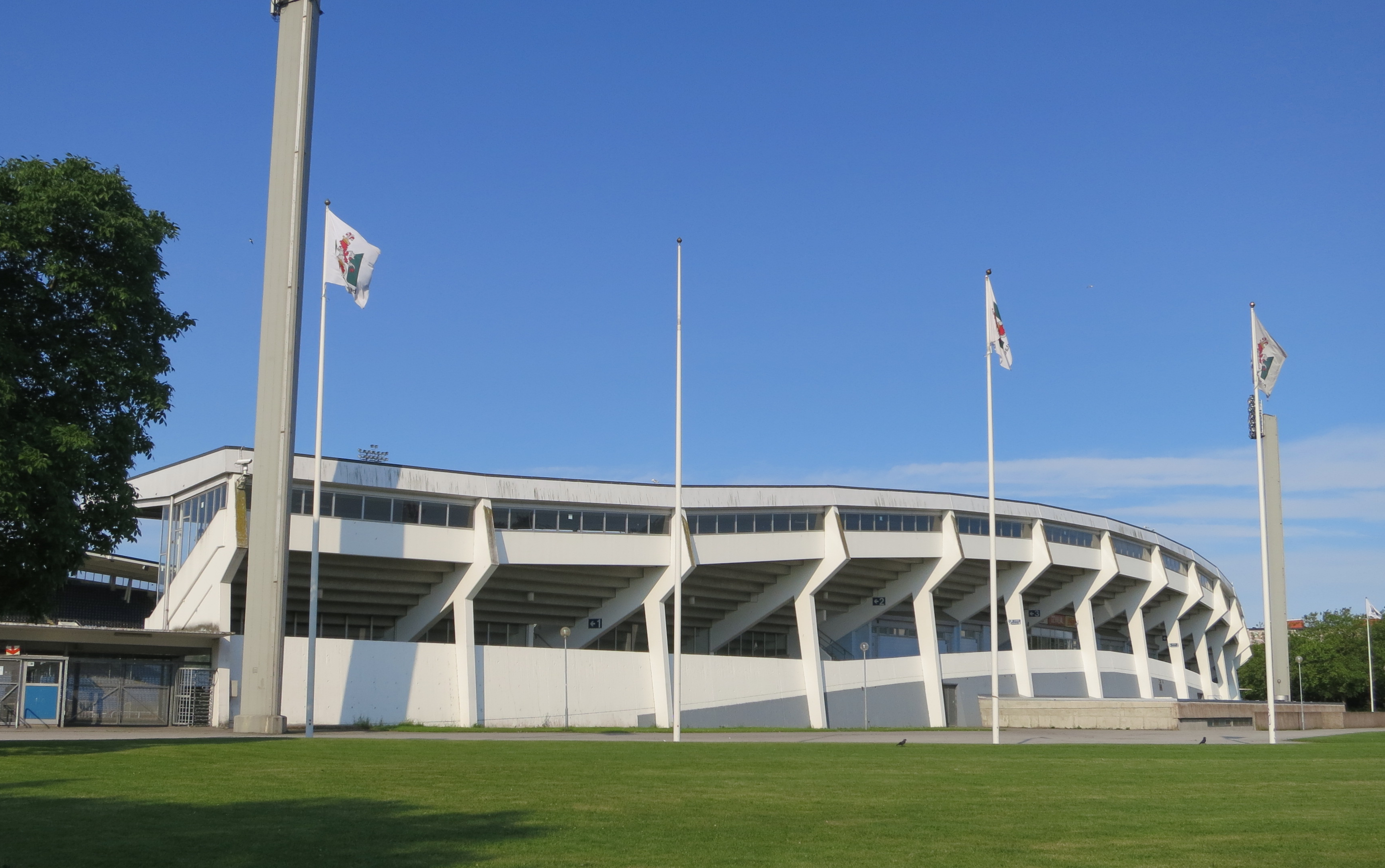
Vista exterior de 2013.

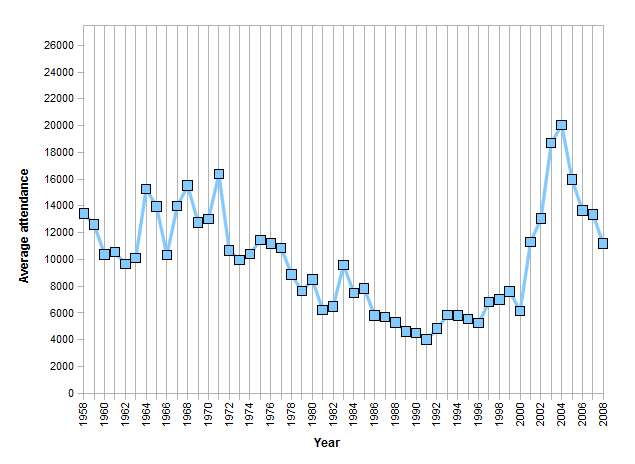
Gràfic d'assistència de 1958 a 2008.

Va ser inaugurat l'any 1956 i va ser seu de la Copa del Món de Futbol de 1958. Té una capacitat per a 26.500 espectadors.
Ha estat la seu dels següents equips:
- IFK Malmö (1958–1999) (2009–present)
- Malmö Allmänna Idrottsförening (1958–present, atletisme).[3]
- Malmö FF (1958–2008)
- Malmö FF Dam (1970–2005)
- KSF Prespa Birlik (2016)